# اكناون (بولعوان)
اكناون هو دُوَّار يقع بجماعة امزورة، إقليم سطات، جهة الدار البيضاء سطات في المملكة المغربية. ينتمي الدوّار لمشيخة بولعوان التي تضم 7 دواوير. يقدر عدد سكانه بـ 686 نسمة حسب الإحصاء الرسمي للسكان والسكنى لسنة 2004.

## روابط خارجية
- البوابة الوطنية للجماعات الترابية
- المندوبية السامية للتخطيط